# Калина Ганна Василівна
Ганна Василівна Калина (нар. 1937 — ?) — українська радянська діячка, голова виконавчого комітету Ніжинської районної ради народних депутатів Чернігівської області. Депутат Верховної Ради УРСР 10-го скликання.

## Біографія
Освіта вища. Закінчила Українську сільськогосподарську академію.
У 1954—1966 роках — завідувач сільського клубу; інструктор, 1-й секретар Носівського районного комітету ЛКСМУ Чернігівської області; 1-й секретар Ніжинського районного комітету ЛКСМУ Чернігівської області.
Член КПРС з 1959 року.
У 1966—1974 роках — секретар, 2-й секретар Ніжинського районного комітету КПУ Чернігівської області.
У 1974 — після 1981 року — голова виконавчого комітету Ніжинської районної ради народних депутатів Чернігівської області.

## Нагороди
- ордени
- медалі